# Ф'єрбінць-Тирг
Ф'єрбінць-Тирг, Ф'єрбінці-Тирг (рум. Fierbinți-Târg) — місто у повіті Яломіца в Румунії. Адміністративно місту підпорядковані такі села (дані про населення за 2002 рік):
- Гречій-де-Жос (420 осіб)
- Ф'єрбінцій-де-Жос (1280 осіб)
- Ф'єрбінцій-де-Сус (2258 осіб)

Місто розташоване на відстані 35 км на північний схід від Бухареста, 78 км на захід від Слобозії, 123 км на південний схід від Брашова.

## Населення
За даними перепису населення 2002 року у місті проживали 5253 особи.
Національний склад населення міста:
| Національність | Кількість осіб | Відсоток |
| -------------- | -------------- | -------- |
| румуни         | 5232           | 99,6%    |
| цигани         | 18             | 0,3%     |
| угорці         | 2              | < 0,1%   |
| турки          | 1              | < 0,1%   |

Рідною мовою назвали:
| Мова      | Кількість осіб | Відсоток |
| --------- | -------------- | -------- |
| румунська | 5252           | > 99,9%  |
| угорська  | 1              | < 0,1%   |

Склад населення міста за віросповіданням:
| Релігія     | Кількість осіб | Відсоток |
| ----------- | -------------- | -------- |
| православні | 5244           | 99,8%    |
| адвентисти  | 3              | 0,1%     |
| баптисти    | 2              | < 0,1%   |
| лютерани    | 2              | < 0,1%   |
| реформати   | 1              | < 0,1%   |
| мусульмани  | 1              | < 0,1%   |

## Зовнішні посилання
- Дані про місто Ф'єрбінць-Тирг на сайті Ghidul Primăriilor